# Andrea Parola
Andrea Parola (ur. 22 kwietnia 1979 w Pizie) – włoski piłkarz występujący na pozycji pomocnika.

## Kariera klubowa

### Pisa Calcio
Jest wychowankiem klubu z Pizy. Do pierwszej drużyny został włączony w 1996, jednak debiut w seniorach zaliczył w sezonie 1997/1998. W kolejnym sezonie zagrał niemal w połowie spotkań ligowych Serie C2. Rok później został wypożyczony do Poggibonsi, z Serie D. Wzbogacił się tym o 17 spotkań. Po sezonie powrócił do Pizy, jednak już niebawem został ponownie wypożyczony, tym razem do bułgarskiego Nafteksu Burgas. Tam rozegrał 19 meczów w ekstraklasie lidze bułgarskiej. Strzelił jedną bramkę. Kolejny sezon rozegrał w grającej już ligę wyżej Pizie. Na boisko ligowe wychodził tylko 12-krotnie. Po sezonie zdecydował się na odejście z zespołu.

### Grosseto
W 2002 trafił do US Grosseto, które wtedy występowało w Serie C2. Warto dodać, że w sezonie 2002/2003 grali jako beniaminek, gdyż wcześniej awansowali z Serie D. Parola rozegrał 32 mecze ligowe i raz trafił do siatki rywala. Grosseto zajęło 4. pozycję, dzięki czemu mieli szansę awansować po barażach do Serie C1. Niestety, w półfinale lepsze okazało się Rimini i to zawodnicy tego klubu świętowali awans. Andrea więcej w drużynie nie wystąpił.

### Triestina
W 2003 zawodnik podpisał kontrakt z Triestiną Calcio. Drużyna ta grała w Serie B, więc miał on szansę debiutu na tym szczeblu rozgrywkowym we Włoszech. W pierwszym sezonie 37 razy pojawił się na boiskach zaplecza Serie A. Treistina sezon skończyła na 10. miejscu. W kolejnym roku było nieco gorzej. Zawodnik rozegrał mniej spotkań, zaś jego zespół był 18. w ostatecznym rozrachunku. Utrzymali się tylko dzięki zwycięskim barażom z Vicenzą. Gracz nie podpisał kontraktu na kolejne lata.

### Ascoli, Sampdoria
W 2005 trafił do Ascoli Calcio, które występowało w Serie A. Miał okazję debiutu w jednej z najlepszych lig świata. W sezonie 2005/2006 32-krotnie pojawił się na boiskach tych rozgrywek. Piłkarze Ascoli zajęli 10. miejsce na zakończenie sezonu.
Rok później Parola występował w barwach Sampdorii. Grał jednak mniej niż w poprzednich zespołach. W sumie uzbierał 21 występów, a Sampdoria skończyła sezon na 12. miejscu.

### Cagliari Calcio
W 2007 Andrea podpisał kontrakt z drużyną Cagliari Calcio, która wcześniej broniła się przed spadkiem z Serie A. W pierwszym roku grania dla tej ekipy, we włoskiej ekstraklasie pojawił się 33 razy. Nie trafił do siatki rywala. Mimo to Cagliari poszło nieco lepiej i na koniec byli na 14. miejscu.
Sezon 2008/2009 nie był najlepszym w wykonaniu tego piłkarza. Nie potrafił on na stałe wywalczyć sobie miejsca w pierwszym składzie drużyny. Cagliari zajęło 9. miejsce w Serie A. Latem 2010 Parola został wolnym zawodnikiem.